# Your Woman (Sunshine Anderson)
Your Woman è il primo album in studio della cantante statunitense Sunshine Anderson, pubblicato nel 2001.

## Tracce
1. A Little Sunshine (Intro) – 0:36
2. Better Off – 4:04
3. He Said, She Said – 3:35
4. Heard It All Before – 4:54
5. Vulnerability (Skit) – 1:02
6. Letting Down My Guard – 3:49
7. Where Have You Been – 4:12
8. Saved The Day – 3:29
9. Lunch or Dinner – 4:06
10. Last Night (feat. Anthony Hamilton & Dolo Pachino) – 4:12
11. Your Woman (Interlude) – 1:16
12. Your Woman – 3:29
13. Airport (Skit) – 2:10
14. Being Away – 4:12
15. Crazy Love – 4:38
16. You Do You – 4:00
17. Spoken Word (Skit) – 1:56
18. A Little Sunshine – 3:38